# Breaker's Revenge
Breaker's Revenge (ブレイカーズ・リベンジ, en japonais) est un jeu vidéo de combat développé par Visco et édité par SNK en 1998 sur Neo-Geo MVS (NGM 245),,.
En 2021, le jeu est édité par PixelHeart pour une sortie sur Neo-Geo AES.

## Système de jeu
Breaker's Revenge est une version remasterisée de Breaker's sorti en 1996. Le jeu reprend le même gameplay et le même narratif que le jeu originel. Cette nouvelle version se différencie à travers de quelques modifications graphiques, l'ajout d'un personnage supplémentaire et de la possibilité de régler un niveau de handicap en mode versus.

## Série
1. Breaker's (1996, Neo-Geo MVS)
2. Breaker's Revenge (1998)